# فيلاألبا ساسيرا
بلدية بيلالبا ساسيرّا (بالكاتالانية: Vilalba Sasserra) هي إحدى بلديات مقاطعة برشلونة، والتي تقع في منطقة كاتالونيا، شرق إسبانيا.
يبلغ عدد سكانها 588 نسمة وفقاً لإحصائية سنة (2007).